# Harrisia simpsonii
Harrisia simpsonii là một loài thực vật có hoa trong họ Cactaceae. Loài này được Small ex Britton & Rose mô tả khoa học đầu tiên năm 1920.